# Ман (Западна Вирџинија)
Ман (енгл. Man) град је у америчкој савезној држави Западна Вирџинија.

## Демографија
По попису из 2010. године број становника је 759, што је 11 (-1,4%) становника мање него 2000. године.
| Група             | 2000.       | 2010.       |
| Белци             | 722 (93,8%) | 729 (96,0%) |
| Афроамериканци    | 15 (1,9%)   | 11 (1,4%)   |
| Азијати           | 25 (3,2%)   | 13 (1,7%)   |
| Хиспаноамериканци | 7 (0,9%)    | 5 (0,7%)    |
| Укупно            | 770         | 759         |